# Toni Costa – Kommissar auf Ibiza
Toni Costa – Kommissar auf Ibiza ist eine von 2011 bis 2012 ausgestrahlte zweiteilige Kriminalfilmreihe des Senders Das Erste mit Hardy Krüger junior als Kommissar Toni Costa in der Titelrolle. Die von der Ziegler Film produzierten Filme basieren auf den gleichnamigen Romanen von Burkhard Driest. Nach zwei Romanverfilmungen wurde die Reihe mangels Zuschauerzuspruchs vorzeitig eingestellt.

## Inhalt
Kommissar Toni Costa ist auf der spanischen Insel Ibiza aufgewachsen. Viele Jahre hat er nun in Deutschland gelebt, wo er bei der Hamburger Mordkommission arbeitete. Um zusammen mit seiner Freundin Karen Delgado ein neues Leben zu beginnen, kehrt er wieder auf seine alte Heimatinsel zurück. Dort wird er beruflich von seinem neuen Vorgesetzten  Andrés Lopez Santander zur Bekämpfung von Korruption eingesetzt.

## Episodenliste
| Nr. | Originaltitel  | Erstausstrahlung | Regie           | Drehbuch         |
| --- | -------------- | ---------------- | --------------- | ---------------- |
| 1   | Der rote Regen | 7. Apr. 2011     | Michael Kreindl | Mathias Klaschka |
| 2   | Küchenkunst    | 29. März 2012    | Peter Sämann    | Mathias Klaschka |